# Ekosystem autotroficzny
Ekosystem autotroficzny – ekosystem, którego podstawą funkcjonowania jest obecność światła i autochtoniczna materia organiczna, wytwarzana w procesie fotosyntezy przez autotrofy (głównie przez rośliny zielone). Materia ta zapewnia samowystarczalność i niezależność ekosystemu. 
Przykłady: las, łąka, torfowisko, staw.